# Bernhard Klement
Bernhard Klement (* 17. Oktober 1888 in Butryny (Wuttrienen), Groß Purden; † 28. Januar 1945 in Allenstein) war ein deutscher römisch-katholischer Geistlicher und Märtyrer.

## Leben
Bernhard Klement studierte Theologie am Lyceum Hosianum in Braunsberg und wurde am 28. Februar 1915 in Frauenburg zum Priester geweiht. Die Stationen seines Wirkens waren: Feldgeistlicher im Ersten Weltkrieg, ab 1920 Kaplan an der Kathedralbasilika St. Jakob in Allenstein, ab 1932 Pfarrer der Josefskirche ebenda. Ermittlungen des Sondergerichts Königsberg gegen ihn wegen Verleumdung der NSDAP und Beleidigung von SA-Angehörigen entging er durch eine Amnestie. Nach Besetzung der Stadt Allenstein durch die Rote Armee wich er am 22. Januar 1945 nach Diwitten aus, kehrte dann aber nach Allenstein zurück und wurde am 28. Januar in seinem Pfarrhaus ermordet aufgefunden.

## Gedenken
Die Römisch-katholische Kirche in Deutschland hat Bernhard Klement als Märtyrer aus der Zeit des Nationalsozialismus in das deutsche Martyrologium des 20. Jahrhunderts aufgenommen.